# Aleksander Hauke-Nowak
Aleksander Hauke-Nowak vel Aleksander Nowak (ur. 24 lutego 1896 w Warszawie, zm. 17 maja 1956 w Rio de Janeiro) – major dyplomowany piechoty Wojska Polskiego, działacz państwowy i społeczny II Rzeczypospolitej, kawaler Orderu Virtuti Militari.

## Życiorys
Syn Leona i Anieli z Rudnickich. W latach 1909–1914 uczęszczał w Warszawie do Szkoły Realnej Mariana Rychłowskiego. Od 1911 działał w tajnej drużynie skautowej im. Romualda Traugutta (od 1929 1 Warszawska Drużyna Harcerska im. Romualda Traugutta „Czarna Jedynka”) i Organizacji Młodzieży Niepodległościowej „Zarzewie”, od 1913 w Polskich Drużynach Strzeleckich. Żołnierz IV plutonu Pierwszej Kompanii Kadrowej. W 1917–1918 działał w Polskiej Organizacji Wojskowej w Wilnie, Ostrowie i Kielcach. W 1922 uzyskał maturę na kursach dokształcających organizowanych dla wojskowych przy Dowództwie Okręgu Korpusu Nr I w Warszawie. Ukończył studia na Wydziale Historycznym Uniwersytetu Józefa Piłsudskiego oraz Wyższą Szkołę Wojskową. 3 maja 1922 zweryfikowany został w stopniu kapitana ze starszeństwem z dniem 1 czerwca 1919 i 1146 lokatą w korpusie oficerów piechoty. W 1923 zajmował stanowisko szefa Oddziału II Sztabu Dowództwa Okręgu Korpusu Nr I, pozostając oficerem nadetatowym 42 pułku piechoty. W latach 1925–1927 był słuchaczem Kursu Normalnego Wyższej Szkoły Wojennej w Warszawie. Z dniem 28 października 1927, po ukończeniu kursu i uzyskaniu dyplomu naukowego oficera Sztabu Generalnego, przydzielony został do 36 pułku piechoty Legii Akademickiej w Warszawie. W kwietniu 1928 został wyznaczony w tym pułku na stanowisko dowódcy III batalionu. 2 kwietnia 1929 awansował na majora ze starszeństwem z dniem 1 stycznia 1929 i 23. lokatą w korpusie oficerów piechoty. Z dniem 30 kwietnia tego roku został przydzielony do dyspozycji Ministra Spraw Wewnętrznych na okres sześciu miesięcy z równoczesnym przeniesieniem do kadry oficerów piechoty. Przydział ten był mu trzykrotnie przedłużany o kolejnych sześć miesięcy. 30 kwietnia 1931 został urlopowany bez prawa do poborów, a z dniem 31 grudnia tego roku przeniesiony do rezerwy z równoczesnym przeniesieniem w rezerwie do 36 pp.
W Ministerstwie Spraw Wewnętrznych był m.in. dyrektorem departamentu politycznego. Występował w tym charakterze jako świadek oskarżenia na procesie brzeskim. Od 31 stycznia 1933 do 13 kwietnia 1938 wojewoda łódzki, a od 13 kwietnia 1938 następca Henryka Józewskiego na stanowisku wojewody wołyńskiego, w związku ze zmianą polityki wobec Ukraińców dokonaną przez obóz sanacyjny pod wpływem Edwarda Rydza-Śmigłego (utworzenie Obozu Zjednoczenia Narodowego i próba zbliżenia do środowisk i haseł endecji). Pełnił urząd do września 1939. Po wybuchu II wojny światowej, posiadając wiedzę o agresji ZSRR na Polskę z 17 września 1939, miał nie poinformować o tym współpracowników (w tym wicewojewodę Ignacego Strzemińskiego) i opuścił Polskę przez granicę. Był prezesem Związku Ziem Południowo-Wschodnich. Opublikował książki Z pamiętników strzelca (Warszawa 1917) i Ze wspomnień skauta-legionisty (Warszawa 1935).
Był dwukrotnie żonaty. Po zmianie wyznania na kalwińskie i orzeczeniu rozwodu przez Jednotę Wileńską, poślubił 2 czerwca 1933 roku w kościele ewangelicko-reformowanym w Warszawie Krystynę z Pawłowiczów 1 voto Szambumiewiczową.

## Ordery i odznaczenia
- Krzyż Srebrny Orderu Wojskowego Virtuti Militari[4] nr 7196 – 17 maja 1922[16][17]
- Krzyż Komandorski Orderu Odrodzenia Polski – 11 listopada 1936[18]
- Krzyż Niepodległości – 9 listopada 1931[19]
- Krzyż Oficerski Orderu Odrodzenia Polski[4]
- Krzyż Walecznych czterokrotnie[4]
- Złoty Krzyż Zasługi – 24 maja 1929[20]
- Medal Pamiątkowy za Wojnę 1918–1921[4]
- Medal Dziesięciolecia Odzyskanej Niepodległości[4]
- Odznaka Pamiątkowa „Pierwszej Kadrowej”[21]
- Wielki Oficer Orderu Świętego Sawy (Jugosławia)[4]